# Кароль Бадецький
Кароль Юзеф Бадецький (пол. Karol Józef Badecki; 28 січня 1886, Львів — 11 лютого 1953, Краків) — польський історик літератури, архівіст, бібліотекар.

## Біографія
Народився в сім'ї службовця Львова. Закінчив гімназію та в 1909 році Львівський університет, де вивчав історію та полоністику.
У 1911—1914 роках викладав в гімназіях Львова. Після цього перейшов до Архіву давніх актів (АДА) м. Львова. Працював практикантом, архівістом. Після російської окупації Львова виїхав з міста. У 1915—1917 роках, за відсутності директора, якого вивезли до Росії, керував АДА та двома музеями.
У 1919 році перебирав австрійські архіви стосовно Польщі, перебуваючи на службі в Архівному відділі командування Львівського генерального військового округу.
У 1920 році був призначений на посаду заступника директора Архіву давніх актів Львова, а в 1937 році — директором цього ж архіву. У 1939 році ще також директором Музею ім. Яна Собеського (нині Львівський історичний музей) і Національної галереї.
З жовтня 1939 року — старший науковий співробітник міського архіву, а згодом — бібліотеки Львівського університету. У роки німецької окупації Львова був директором Архіву давніх актів, який німці перейменували на Staatsarchiv. З 1944 року знову працює в бібліотеці університету.
У 1945 році перебрався перебрався до Кракова. Працював у відділі Головної дирекції бібліотек Міністерств освіти, у Ягеллонській бібліотеці. У 1949—1950 роках очолював бібліотеку Оссолінських у Вроцлаві. У 1950 році перейшов на посаду хранителя і завідувача відділу стародруків Ягеллонгської бібліотеки. Одночасно викладав бібліотекознавство й архівознавство.

## Науковий доробок
Сферу наукових інтересів складає історія літератури, архіво- і джерелознавство.
Впорядкував і систематизував документи Львова. Вивчав давні описи книг і фасцикулів магістрату Львова, Результати з науковим описом 956 львівських книг, численними ілюстраціями обкладинок, титулів частково опубліковані у каталозі АДА Львова.
У 1915—1919 роках збирав матеріали військової тематики для майбутнього Польського військового архіву. У 1919 році провів у Львові військову виставку.
Доробок складає понад 80 наукових праць, в тому числі архівознавчих, джерелознавчих, історичних, культурологічних, що базуються на архівних документах.

### Праці
- Zaginione księgi średniowiecznego Lwowa. — Lwów, 1917;
- Przyszłe nasze 1udwisarstwo. — Lwów, 1919;
- Wystawa zdobnictwa 1udwisarskiego. — Lwów, 1920;
- Średniowieczne 1udwisartstwo lwowskie. — Lwów, 1921;
- Ludwisarstwo lwowskie za Zygmunta І. — Lwów, 1921;
- Zbiory Bolesława Orzechowicza. — Lwów, 1922;
- Les monuments de la ville de Lwów // Le Messager Po1onais. — Varsov, 1925;
- Znaki wodne w księgach Archiwum m. Lwowa od 1383 do 1600. — Lwów, 1928;
- Lwowskie zbiory naukowe i muzealne. — Lwów, 1932;
- Archiwum miasta Lwowa. Jego stan obecny oraz potrzeby reorganizacyjne, inwentaryzacyjne i wydawnicze. — Lwów, 1934;
- Archiwum Akt Dawnych miasta Lwowa. A. Oddział staropolski. III. Księgi i akta administracyjno-sądowe 1382—1787. — Lwów, 1935;
- Projekt wydawnictwa katalogów Archiwum Akt Dawnych miasta Lwowa. — Lwów, 1935;
- Archiwum Akt Dawnych miasta Lwowa. A. Oddział staropolski. IV. Księgi rachunkowe (lonherskie) 1404—1788. — Lwów, 1936.